# Thomas Cream
Thomas Neil Cream (ur. 27 maja 1850, zm. 15 listopada 1892) – szkocki seryjny morderca, lekarz specjalizujący się w potajemnych aborcjach. 

## Życiorys
Pochodził ze Szkocji, studia ukończył w Londynie, później przebywał w Kanadzie i w Chicago w USA. W roku 1881 udowodniono mu uśmiercenie trucizną kilkorga pacjentów obojga płci. Początkowo nie uważano tych zgonów za otrucia, lecz Cream sam zażądał zbadania ciał. W ten sposób chciał prawdopodobnie zwrócić na siebie uwagę i uzyskać rozgłos. Został zamknięty w więzieniu stanowym w Joliet w stanie Illinois, a 31 lipca 1891 roku uwolniony ze względu na dobre sprawowanie. Przeniósł się do Londynu i tam powrócił do swej zbrodniczej działalności. Został zatrzymany, osądzony i powieszony. Jego ostatnie słowa ponoć brzmiały: „Jestem Kubą...”, co miało być przyznaniem się, że jest Kubą Rozpruwaczem, były jednak zagłuszone przez kaptur i nie można stuprocentowo stwierdzić, czy rzeczywiście tak brzmiały i jak należy je interpretować. W czasie dokonywania morderstw Kuby Rozpruwacza, Cream odsiadywał jeszcze wyrok, jednak niektórzy sądzą, że mógł przekupić władze więzienne i wyjść na wolność wcześniej, lub że nie wrócił z przepustki, podstawiając na swoje miejsce sobowtóra.

## Ofiary
| Lp. | Ofiara         | Wiek | Data                 |
| --- | -------------- | ---- | -------------------- |
| 1.  | Daniel Stott   | ?    | 14 lipca 1891        |
| 2.  | Ellen Donworth | 19   | 13 października 1891 |
| 3.  | Matilda Clover | 21   | 20 października 1891 |
| 4.  | Alice Marsh    | 21   | 11 kwietnia 1892     |
| 5.  | Emma Shrivell  | 18   | 11 kwietnia 1892     |